# 宋休公
宋休公（？—前373年），原名子田，宋悼公之子。這時宋國首都已在彭城（今江蘇省徐州市），有可能曾被俘虜，《史記·韓世家》記载：“文侯二年（前385年），……伐宋，到彭城，执宋君。”宋君可能是宋休公，也可能是宋悼公。宋悼公被俘後，宋休公即位，並於當年改元。